# 859 Бузареа
859 Бузареа (859 Bouzaréah) — астероїд головного поясу, відкритий 2 жовтня 1916 року.
Тіссеранів параметр щодо Юпітера — 3,135.